# こんせんくん
こんせんくんとは、パルシステム生活協同組合連合会の公式キャラクターである。名前はパルシステムのオリジナル商品「こんせん72牛乳」及びその産地根釧地区に由来している。

## キャラクター
白と緑（青）色の牛柄で、性格は優しくてのんびりやでおっちょこちょいの北海道根釧の牧場に生まれた、根釧地区に在住している1才の男の子（オス牛）という設定で、生まれ育った土地の牛乳や環境が好きであり、農業従事者を「いつもえらいな〜」と尊敬している。1986年に牛乳の紙パックの表紙に描かれたのち、人気を博した。グッズ化もされており、ポークウインナーソーセージや宅配サービスのトラックにその姿を見ることができる。

## 情報
ミルクバーや石鹸製品のパッケージにも登場している。北海道大牧牧場のじゃがいもを使用した、こんせんくんポテトも発売されている。ゆるキャラ®グランプリ 2013 総合ゆるキャラランキング では東京都代表として出場し、ゆとっとやムーちゃんとサッちゃんに並ぶ247位という結果だった。YouTube上のパルシステム公式チャンネルには15秒ほどの「グリーンアニメ編」と「こたつみかん編」の動画がアップロードされている。